# 媛彦温泉

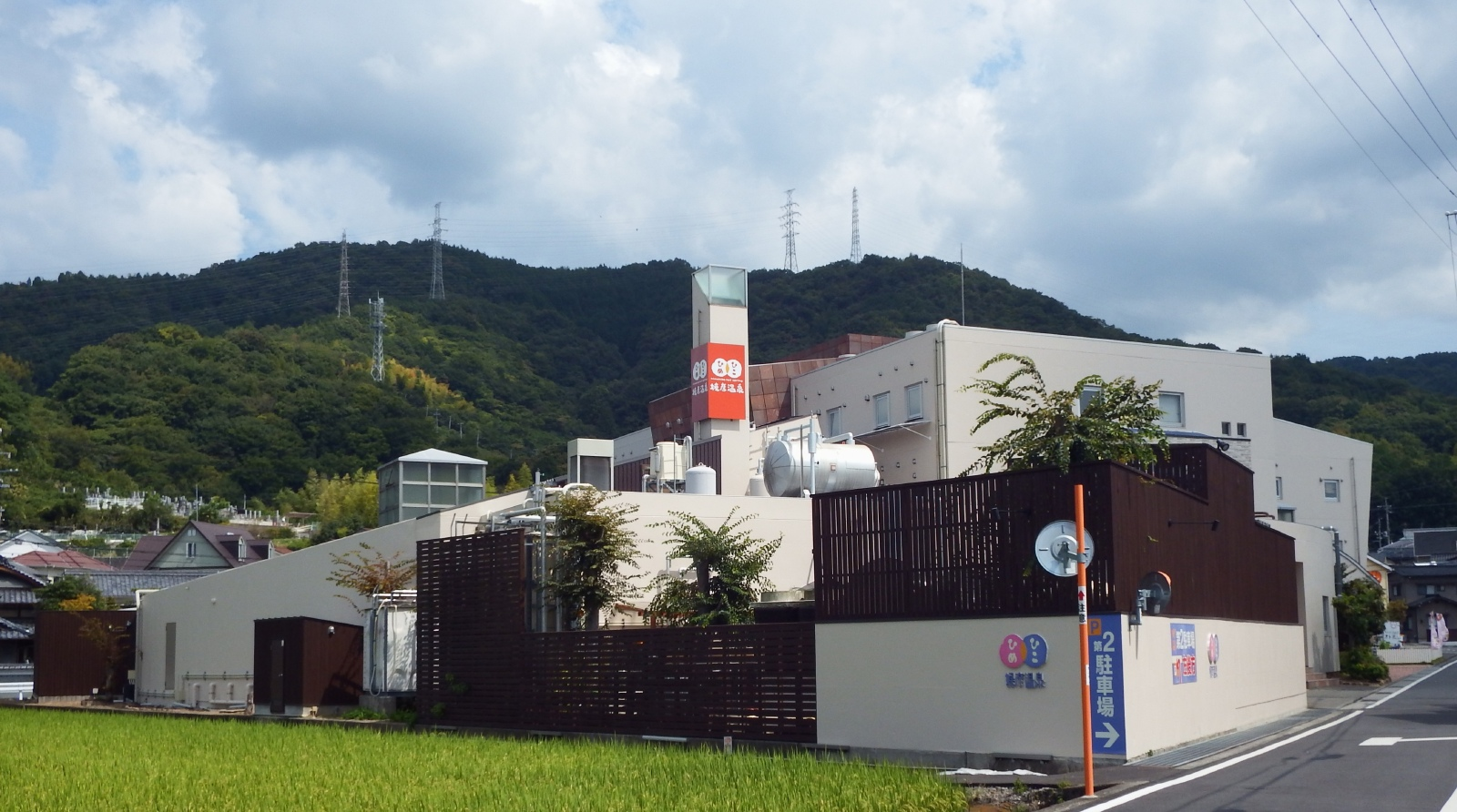
全景

媛彦温泉（ひめひこおんせん）は、愛媛県松山市（旧国伊予国）に湧出する温泉。

## 泉質
- アルカリ性単純温泉（低張性アルカリ性温泉）→お湯がぬるぬるして肌がすべすべになる。但し、滑りやすいので足元に注意。
- 34.2℃→浴槽毎に加温有り
- 効能：神経痛、筋肉痛、五十肩、打ち身、関節痛、運動麻痺、関節のこわばり、くじき、慢性消化器病、痔症、冷え性、病後回復期、疲労回復、健康増進
- 禁忌症：急性疾患（特に熱のある場合）、活動性の結核、悪性腫瘍、重い心臓病、呼吸不全、腎不全、出血性疾患、高度の貧血、その他一般に病勢進行中の疾患、妊娠中（特に初期と末期）

## 温泉街
温浴施設「媛彦温泉」のみが存在する。

### 設備
露天風呂、寝湯、檜風呂、泡風呂、ジェットバス、歩行湯、水風呂（冷泉）、サウナ
、家族風呂各種、マッサージ、エステ、レストラン、休憩所

## 歴史
1997年に温泉(旧名称:伊予宝塚温泉(いよたからづかおんせん))が湧出、同名の日帰り入浴施設を開業。

## アクセス
- バス：伊予鉄バス10番線で繁多寺口下車徒歩約2分
- 車：松山自動車道松山ICより北北東約5km

## その他
経営者であるオオノ開発株式会社が、閉鎖された「たかのこ温泉ホテル」を買収して、新ホテル(たかのこのホテル)と温浴施設(たかのこの湯)を建設して、2012年11月11日に開業した。